# Odds & Ends
Odds & Ends este primul album înregistrat de către interpreta de origine engleză Dido. Acesta nu a fost niciodată lansat în mod oficial. 
În anul 1995, Dido a început să înregistreze melodii, pe care lea-a inclus pe o compilație numită  Odds & Ends, care a fost trimisă la casa de înregistrări Nettwerk. Compania i-a oferit un contract după ce le-a stârnit interesul prin colaborarea cu formația Faithless, pentru care interpreta a înregistrat vocea de funal a unor melodii. Rollo Armstrong, fratele lui Dido, face parte din Faithless. Colecția a fost comercializată de către Nettwerk în 1995 și conținea melodii finisate ale interpretei dar și demo-uri. Unele dintre piesele incluse pe Odds & Ends au apărut și pe albumul său de debut, No Angel. "Take My Hand" a devenit melodie bonus pentru No Angel în timp ce "Sweet Eyed Baby" a fost remixată și renumită în "Don't Think of Me", iar  piesele "Worthless" și "Me" au fost comercializate exclusiv pe versiunea japoneză a albumului.
Cu ajutorul albumului Odds & Ends Dido a atras asupra ei atenția companiei Arista Records, care a negociat o colaborare cu casa de înregistrări a fratelui său, Cheeky Records cu care interpreta avea deja un contract. Dido a semnat un contract cu Arista care s-a ocupat de promovarea sa în S.U.A..

## Lista melodiilor
1. "Give Me Strength" (Over The Rhine later covered this track)
2. "Reverb Song"
3. "Take My Hand" (No Angel bonus track)
4. "Me" (No Angel Japanese edition track)
5. "Sweet Eyed Baby" (Don't Think of Me Alternative Version)
6. "Keep Your Faith In Me"
7. "Too Bad"
8. "Believe" (Flu Season Mix) (Take My Hand Remix)
9. "Worthless" (No Angel Japanese edition track )
10. "Hurry Home" (Demo)
11. "River, Run Me Dry"